# کارآگاه کانن: زیردریایی آهن سیاه
کارآگاه کانن: زیردریایی آهن سیاه (انگلیسی: Detective Conan: Black Iron Submarine) یک فیلم معمایی انیمه ژاپنی محصول ۲۰۲۳ به کارگردانی یوزورو تاچیکاوا است.